# The Loss of the Birkenhead
The Loss of the Birkenhead er en britisk stumfilm fra 1914 af Maurice Elvey.

## Medvirkende
- Lisabeth Risdon som Deborah.
- Fred Groves som Seth.
- A.V. Bramble.
- M. Gray Murray.
- Joyce Templeton.